# Istituto tecnico nautico Sebastiano Venier
L'istituto tecnico nautico "Sebastiano Venier" si trova nel sestiere di Castello in Rio Terà Sant'Isepo a Venezia.

## Storia
La scuola nasce da una costola dell'Istituto Tecnico Paolo Sarpi che era anche istituto nautico nel 1920. Il primo preside fu Giuseppe Pardo.
La sede è in un ex convento delle Suore Salesiane, succedute alle Agostiniane, che si trova a S. Giuseppe (San Iseppo) di Castello. La scuola nacque per la sempre crescente richiesta di professionialità da parte della Marina Mercantile.
La scuola ha formato innumerevoli persone alla vita di mare durante il XX secolo. Tra i vari studenti tantissimi ex militari come Roberto Sarfatti, Umberto Maddalena, Edoardo Medaglia, Agostino Straulino (medaglia d'oro alle olimpiadi di Helsinki). Tra i non militari possiamo citare Alex Carozzo e Giovanni Anselmi.
Con la riforma Gelmini della Scuola secondaria di secondo grado in Italia è diventato uno degli 11 indirizzi dell'Istituto tecnico. L'istituto rilascia i diplomi di Allievo ufficiale di Coperta e Allievo ufficiale di Macchine.
Ora l'Istituto Nautico Venier fa parte del Polo Tecnico Professionale di Venezia. Nell'offerta formativa vi è anche la possibilità di soggiornare presso il Convitto della scuola.

## Sede
L'edificio comprende oltre alla scuola due palestre ed un auditorium, è pari a 10.830 mq, distribuita su più piani ed area a verde di 545 mq.